# Борис Гуляшки
Борис Ненчов Гуляшки – „Гули“ е български журналист, поет и сценарист.

## Биография
Борис Гуляшки е роден на 14 ноември 1945 г. в София. Завършва гимназия в София и право в Софийския държавен университет.
Първи поетични публикации прави във в. „Средношколско знаме“ и сп. „Родна реч“. Член е на литературния кръжок към къщата музей „Николай Лилиев“.
Работи като журналист – репортер и редактор във в. „Народна младеж“, редактор в сп. „Наша родина“, редактор в сп. „М“ и в сп. „Шок дайджест“, редактор в отдел „Култура“ на в. „Отечествен фронт“, редактор във в. „Наздраве“, в. „Новини+“ и в. „Ние, мъжете“.
Борис Гуляшки е сценарист на анимационни и документални филми. Автор е на поетични произведения.
Негови синове са Сергей Гуляшки и актьорът Филип Гуляшки.
Отива си от този свят на 16 декември 2007 г. в София, след дълго боледуване.